# Succinipatopsis balticus
 Succinipatopsis balticus  ist eine fossile Stummelfüßer-Art, die in baltischem Bernstein gefunden wurde. Sie stellt neben Tertiapatus dominicanus die einzige Art dar, die aus dem erdgeschichtlichen Zeitalter des Tertiärs bekannt ist. Für das Verständnis der Stammesgeschichte der Stummelfüßer ist sie vor allem deshalb aufschlussreich, weil sie zeigt, dass diese einst eine wesentlich weitere geografische Verbreitung hatten, als es die räumliche Verteilung der modernen Arten suggeriert.
Der Holotyp der Art befindet sich heute in der Bernsteinsammlung der Oregon State University im US-amerikanischen Bundesstaat Oregon.

## Aufbau und Erhaltungszustand
Das einzige bekannte Exemplar der Art ist nur unvollständig erhalten. Es ist etwa 8 Millimeter lang und lässt insgesamt acht Beinpaare erkennen – die tatsächliche Anzahl der entsprechenden Segmente lag aber wohl wesentlich höher und wird auf achtzehn bis zwanzig geschätzt. Die klauenlosen Beine selbst sind etwa einen 1,0 Millimeter lang und haben einen Durchmesser von circa 0,7 Millimeter.
Weitere erkennbare Merkmale des Fossils sind zwei etwa 2,5 Millimeter lange und im Durchmesser etwas mehr als 0,5 Millimeter messende Antennen, der zwischen dem ersten Beinpaar gelegene Mund und zwei so genannte Oralpapillen, die wie bei den heutigen Arten wohl Schleim zum Beutefang und zur Verteidigung verspritzen konnten. Mit einer Länge von etwa 2 Millimetern sind sie etwas länger als die Beine, zu denen sie wohl homolog sind.
Die schwarze Außenhaut oder Epidermis lässt keinerlei Ringung oder Ornamentierung erkennen, anders als dies bei vielen heute lebenden Stummelfüßern der Fall ist.

## Alter und Bedeutung
Der Bernstein, in dem Succinopatopsis balticus gefunden wurde, stammt aus der erdgeschichtlichen Periode des Eozän; er lässt sich auf ein Alter von 44 Millionen Jahren datieren und wurde sehr wahrscheinlich von einer Art der Kieferngewächse (Pinaceae) gebildet.
Die Bedeutung des Fundes für die Aufklärung der Stammesgeschichte der modernen Stummelfüßer liegt zum einen in seiner Einzigartigkeit – zusammen mit Tertiapatus dominicanus ist es die einzige aus dem gesamten Tertiär erhaltene Art, da der nächstältere Fund, Cretoperipatus burmiticus aus Myanmar, aus der Kreidezeit stammt und mit einem Alter von 100 Millionen Jahren etwa 56 Millionen Jahre früher lebte. Das Fossil bezeugt daher die kontinuierliche Existenz einer landlebenden Stummelfüßerlinie seit dieser Zeit.
Noch bedeutender ist jedoch die Tatsache, dass das Fossil aus dem Baltikum stammt. Während die heutigen Stummelfüßer-Arten eine so genannte Gondwana-Verteilung zeigen, das heißt, sich vermutlich allesamt auf Populationen in diesem ehemaligen Superkontinent zurückführen lassen, ist Succinopatopsis balticus nur schwer von einer Gondwana-Population ableitbar. Dies kann als signifikanter Beleg für die These gewertet werden, dass die Stummelfüßer nicht nur in Gondwana, sondern unabhängig davon auch auf anderen Kontinenten das Land eroberten. Da sie in den gemäßigten Zonen des Nordens heute nicht mehr anzutreffen sind, müssten sie dort in der Folgezeit ausgestorben sein. Zur Zeit fehlen allerdings unterstützende Funde, die diese These weiter belegen könnten.
Taxonomisch wird die Art mit Tertiapatus dominicanus zu einem Taxon Tertiapatoidea zusammengefasst. Dies ist jedoch vermutlich als paraphyletische Formtaxon anzusehen, da es nicht alle Nachkommen des letzten gemeinsamen Vorfahren der Gruppe umfasst.